# Buxåsens naturreservat
Buxåsens naturreservat är ett naturreservat i Vänersborgs kommun i Västra Götalands län.
Området är naturskyddat sedan 2013 och är 50 hektar stort. Reservatet omfattar östsluttningar ner mot Ladmadbäcken och mindre våtmarker kring denna. Reservatet består av skog av gran och tall med inslag av ek och andra lövträd. 